# Дивизия Лассаля (Франция)
Дивизия лёгкой кавалерии Лассаля (фр. Division de cavalerie légère Lasalle) — формирование лёгкой кавалерии (соединение, дивизия), созданное Наполеоном 30 декабря 1806 года для действия в составе резервной кавалерии Великой Армии. 28 марта 1807 года дивизия была расширена до четырёх бригад.
Расформирована 15 февраля 1808 года, когда Лассаль получил назначение в Армию Испании.

## Состав дивизии
1-я бригада лёгкой кавалерии
- командир — бригадный генерал Николя Латур-Мобур (до 14 мая 1807)
- командир — бригадный генерал Клод Пажоль (с 14 мая 1807)
  - 5-й гусарский полк
  - 7-й гусарский полк
  - 3-й конно-егерский полк (с 28 марта 1807)
  - 11-й конно-егерский полк (с 15 сентября 1807)

2-я бригада лёгкой кавалерии (до 15 сентября 1807)
- командир — бригадный генерал Пьер Ватье
  - 11-й конно-егерский полк
  - 2-й полк баварских шеволежеров
  - 4-й полк вюртембергских конных егерей

3-я бригада лёгкой кавалерии
- командир — бригадный генерал Жан-Пьер Брюйер
  - 1-й гусарский полк
  - 13-й конно-егерский полк
  - 24-й конно-егерский полк (с 28 марта 1807)

4-я бригада лёгкой кавалерии (с 28 марта 1807)
- командир — бригадный генерал Антуан Дюронель (до декабря 1807)
- командир — бригадный генерал Этьен Бордесуль (с декабря 1807)
  - 7-й конно-егерский полк
  - 20-й конно-егерский полк
  - 22-й конно-егерский полк (до 22 июля 1807)
  - 9-й гусарский полк (с 11 ноября 1807)

## Командование дивизии

### Командиры дивизии
- дивизионный генерал Шарль Лассаль (30 декабря 1806 – 15 февраля 1808)

### Начальники штаба дивизии
- полковник штаба Луи Лобердьер (2 января 1807 – 5 февраля 1807)
- полковник штаба Франсуа Фурнье-Сарловез (5 февраля 1807 – 25 июня 1807)